# Alfredo Baquerizo Moreno

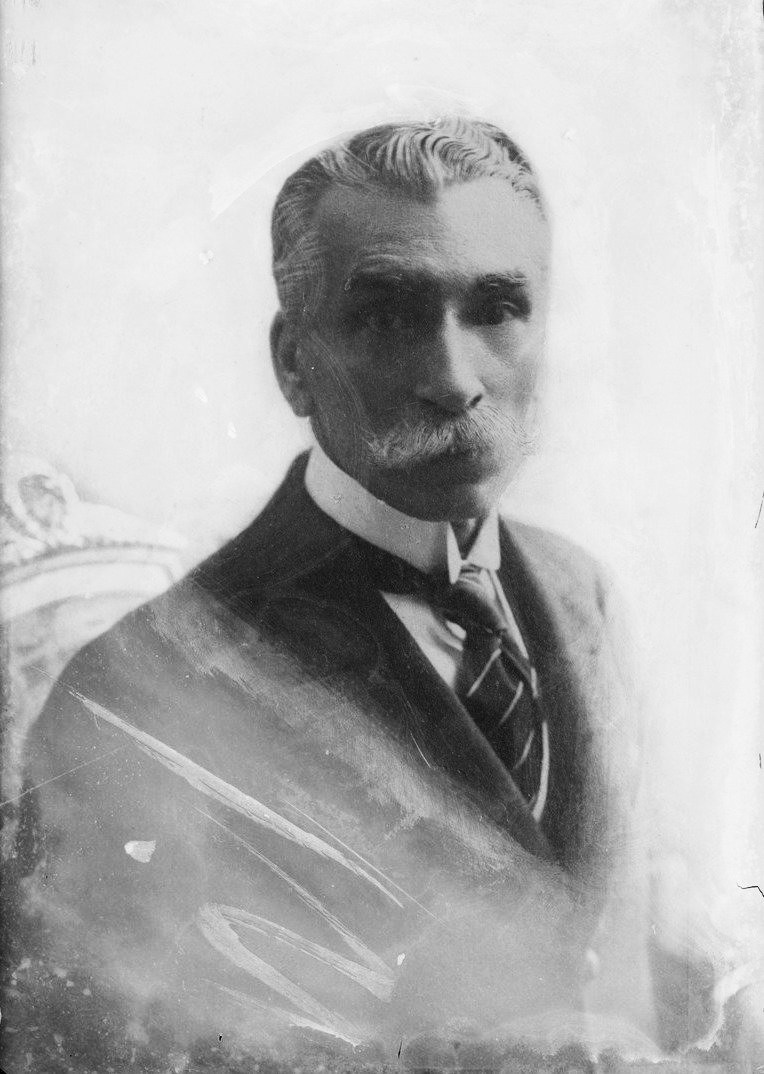
Alfredo Baquerizo Moreno in den 1910er Jahren

Alfredo Baquerizo Moreno (* 28. September 1859 in Guayaquil; † 20. März 1951 in New York) war ein ecuadorianischer Politiker und vom 1. September 1916 bis zum 31. August 1920 Präsident von Ecuador.

## Leben
Das Studium der Literaturgeschichte, Kunstgeschichte und Musik am Conservatorio Nacional in Guayaquil schloss er mit der Promotion ab und war danach als Schriftsteller und Literaturwissenschaftler tätig. Als Inhaber eines Lehrstuhls für Literaturwissenschaft am Colegio Vicente Rocafuerte in Guayaquil begann er sich politisch zu engagieren und wurde wenig später zum Bürgermeister seiner Heimatstadt gewählt.
Im Jahr 1903 wurde er Außenminister und nahm gleichzeitig das Amt als Gesandter in den Vereinigten Staaten wahr. Im Jahr 1906 verließ er die Regierung und ging als Gesandter zuerst nach Kuba, dann nach Kolumbien, schließlich als Botschafter nach Peru. Im Jahr 1909 wurde er in den Senat gewählt und übernahm im Jahr 1912 das Amt des Senatspräsidenten. Die Präsidentschaftswahlen im Jahr 1916 gewann er mit 93,6 % der abgegebenen Stimmen und amtierte für eine Wahlperiode als Präsident Ecuadors. Bis 1931 gehörte er weiterhin dem Senat an und war im öffentlichen Leben seines Heimatlandes aktiv.

## Sonstiges
In seine Amtszeit fällt der Beginn der planmäßigen Besiedlung der Galapagosinseln. Ihm zu Ehren wurde die neu gegründete Hauptstadt von San Cristóbal als Puerto Baquerizo Moreno benannt.